# Wandbilder des Kaisersaals in Goslar

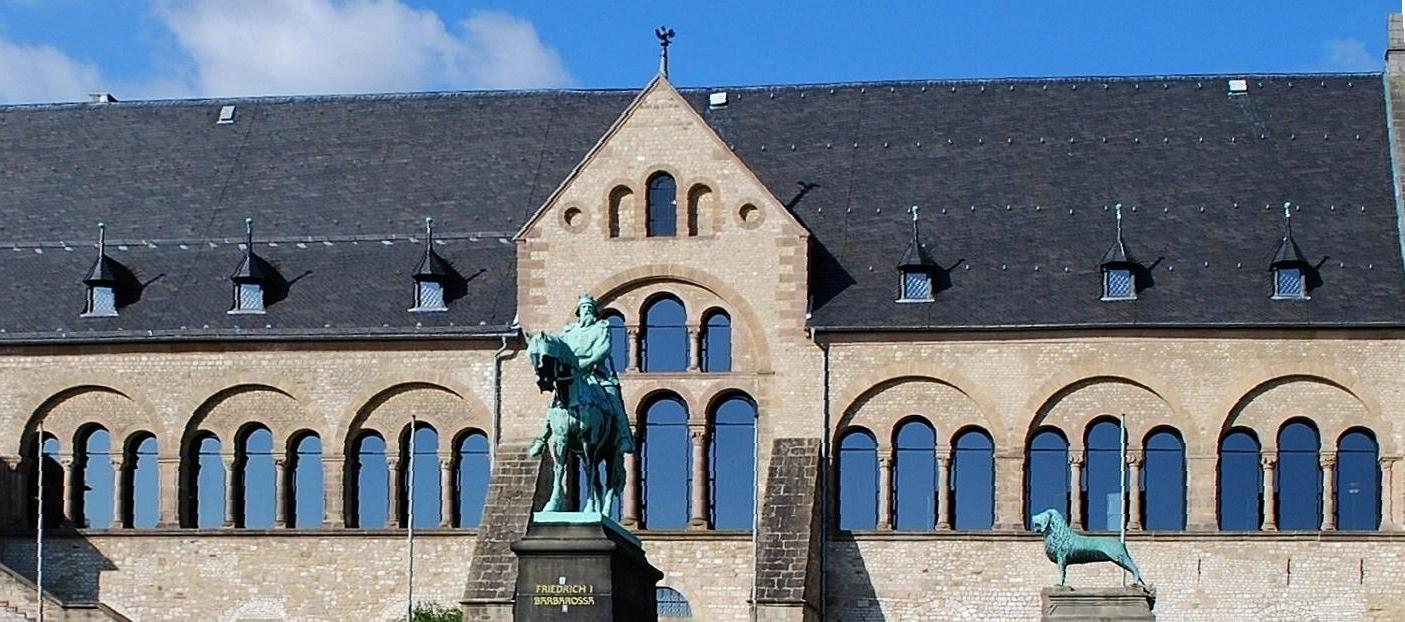
Fensterfront des Kaisersaals

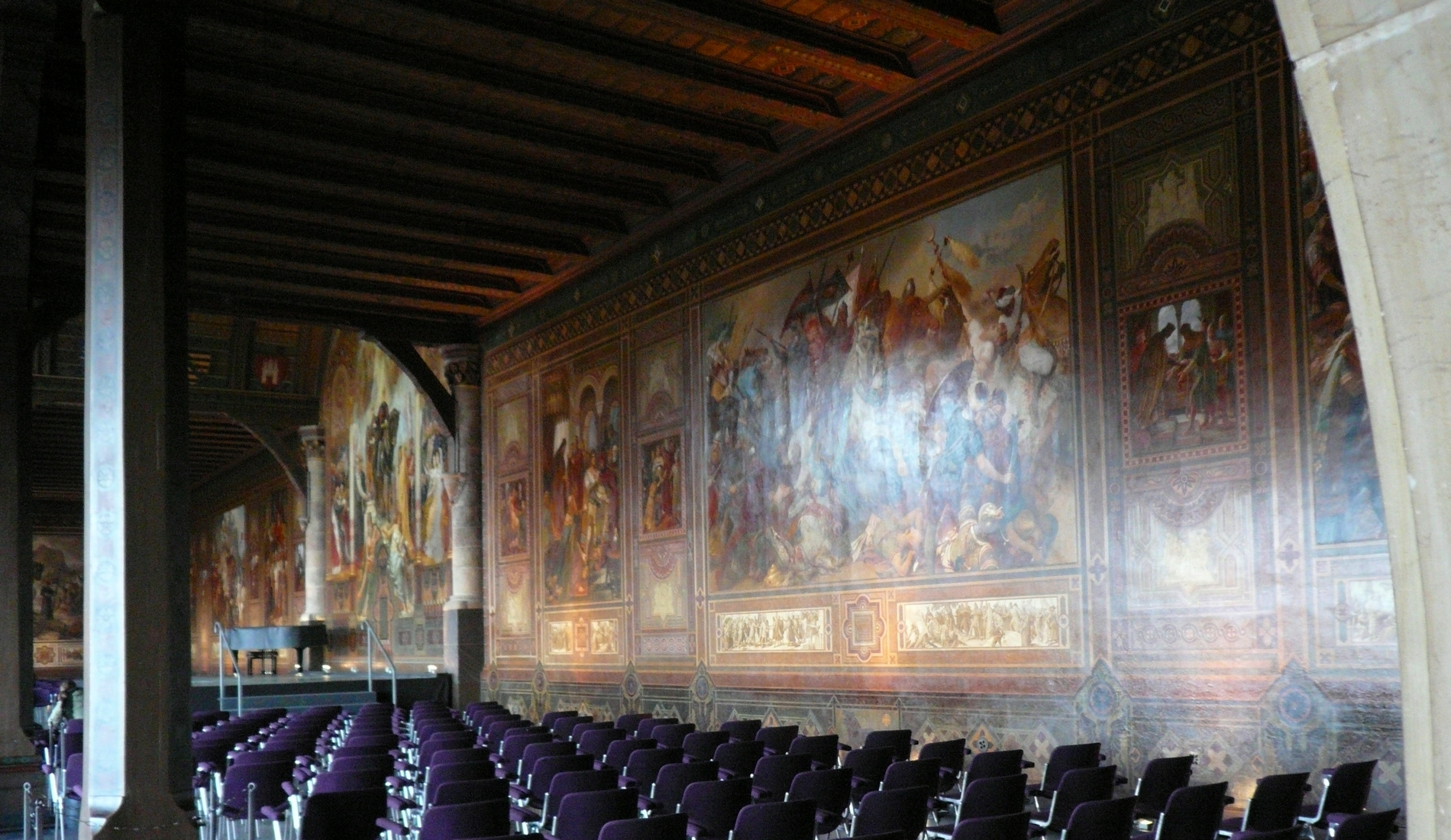
Blick in den Kaisersaal: Mitteltriptychon (links) und Bilder der nördlichen Westwand

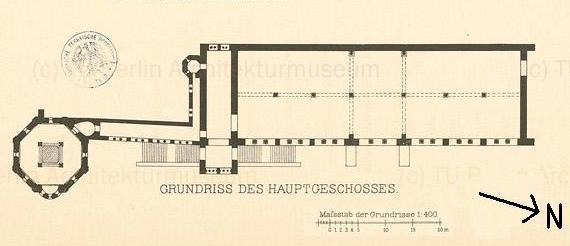
Grundriss

Die Wandbilder des Kaisersaals in Goslar sind ein Zyklus von Wandmalereien im Kaisersaal der Kaiserpfalz in Goslar. Die 68 zum Teil großflächigen Ölgemälde wurden in den Jahren 1877 bis 1897 von Hermann Wislicenus gemalt. Ihm assistierte sein Schüler Franz Weinack. Die Gemälde folgen einem durchdachten Bildprogramm, das die Geschichte der Pfalz Goslar innerhalb der Kontinuität eines christlichen deutschen Kaisertums von Karl dem Großen über die römisch-deutschen Kaiser bis zu Wilhelm I. und dem 1871 gegründeten deutschen Kaiserreich aus preußisch-protestantischer Perspektive und im Sinne borussischer Historiografie darstellt.

## Vorgeschichte
Mit der kleindeutschen Reichsgründung unter Preußens Führung 1871 begann die Suche nach identitätsstiftenden Symbolen für den jungen Nationalstaat und sein Herrscherhaus. Sie verband sich mit den Nachwirkungen der romantischen Mittelalterverehrung. So weckte die Goslarer Kaiserpfalz, die nach jahrhundertelangem Verfall seit 1868 restauriert wurde, reichsweites Interesse. 1875 besuchte sie der deutsche Kaiser Wilhelm I., und im selben Jahr wurden von der Landdrostei Hildesheim Pläne für die historische Ausmalung des Kaisersaals entwickelt und beim Kunstfonds des preußischen Kultusministeriums eingereicht, der die Finanzierung übernahm.
In dem ausgeschriebenen Wettbewerb waren die Entwürfe von Hermann Wislicenus, Professor an der Kunstakademie Düsseldorf, siegreich. Seine zugleich sinnlich-konkrete und symbolisch-idealisierende Präsentation der Szenen und sein an den Nazarenern orientierter Stil galten als vorbildlich. Zu Auswahl und Gewichtung der historischen Episoden, insbesondere derjenigen, in denen das Kaisertum unterlegen erschien, gab es jedoch öffentliche Diskussionen. Die allgemeine Kunstentwicklung ließ Wislicenus’ Ästhetik schon während der zwei Jahrzehnte seiner Arbeit am Kaisersaal hinter sich.

## Kaisersaal

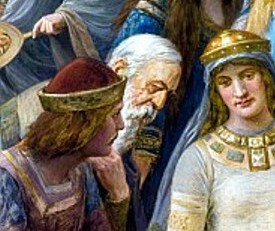
Selbstporträt Wislicenus’ auf dem Bild Hofhaltung Friedrichs II. in Palermo

Der Saal umfasst nahezu das gesamte erste Stockwerk des zweigeschossigen, von Nordnordwest nach Südsüdost gestreckten Pfalzgebäudes. Er ist 47 m lang und 16 m breit und durch Holzpfeiler in ein Mitteljoch mit hölzernem Quertonnengewölbe und je drei Seitenjoche mit flacher Balkendecke gegliedert. Die Ostwand enthält 18 Rundbogenfenster, der zentrale Schaugiebel zur einstigen Stiftskirche St. Simon und Judas weitere sechs. Bei der Ausmalung legten sich damit von selbst ein großes Zentralbild an der Westwand des Mitteljochs und mehrere Ebenen von großen und kleinen Erzählbildern an den übrigen westlichen Wandflächen sowie den schmalen Nord- und Südseiten nahe.

## Bilder
Der Bilderzyklus umfasst in symmetrischer Anordnung um das monumentale Hauptbild zehn große Historiengemälde – je zwei an der Süd- und der Nordwand, je drei an Süd- und Nordhälfte der Westwand – sowie, im Wechsel mit den Großbildern der Westwand, acht kleinere Bilder. Unter jedem Großbild sind zwei kleine Grisaillen mit thematisch zugehörigen Szenen angeordnet. Die freien Flächen über und unter den kleineren Bildern sind mit weiteren Szenen im Fayencestil und mit Ornamentwerk ausgefüllt.

### Zentralbild

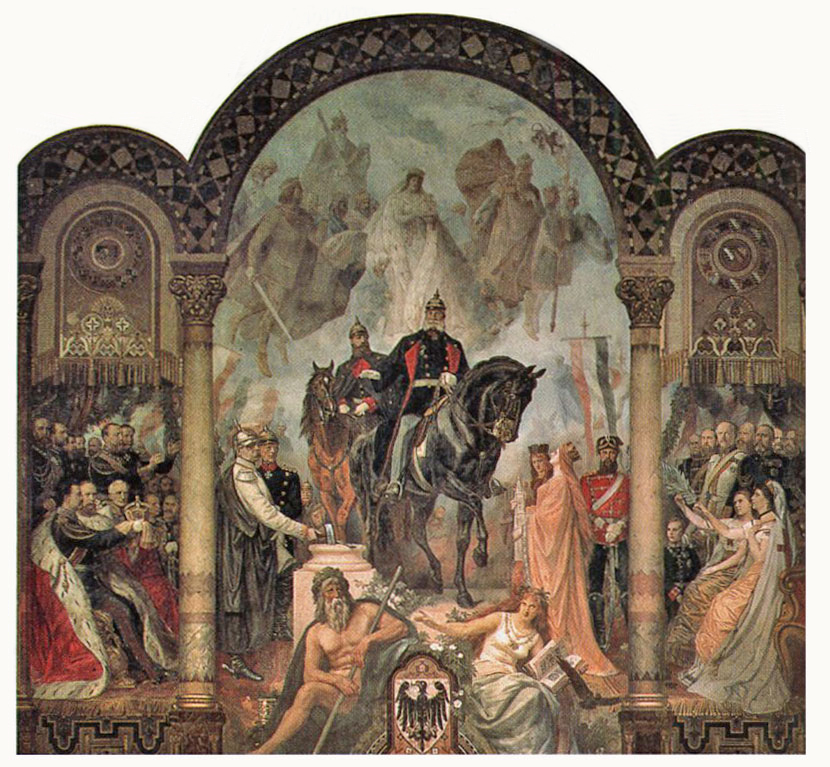
Zentrales Triptychon mit der Apotheose der Reichsgründung

Das Zentralbild sollte nach der ursprünglichen Planung die Kaiserproklamation in Versailles zeigen. Wislicenus entschied sich jedoch, gegen anfänglichen Widerstand in der Öffentlichkeit, für eine sinnbildliche Komposition: Wilhelm I. zu Pferde mit einem Ensemble von Personen aus Gegenwart und Geschichte, die sein Kaisertum stützen und überhöhen.
Das Gemälde ist als Triptychon nach Art eines Altarretabels konzipiert. Die seitlichen Felder sind vom Hauptbild durch gemalte Säulen abgegrenzt, die bekrönende Rundbögen tragen. Auch die Zone darüber bis unter das Gewölbe ist ausgemalt.
Wie der gesamte Saal ist das Zentralbild nach dem Prinzip der Symmetrie gestaltet. Den Mittelpunkt bildet Kaiser Wilhelm, der auf einem Rappen dem Betrachter entgegenreitet. Sein weißbärtiger Kopf mit der Pickelhaube ragt über die anderen Lebenden hinaus in den „himmlischen“ Bereich.
In der Mittelachse unter den Hufen des Pferdes steht das Reichsadlerwappen, flankiert von den Personifikationen des Rheins und der Geschichte. Darunter ist eine Nische für die Lehne eines Thronsessels ausgespart, der auf einer – nicht mehr vorhandenen – steinernen Tribüne vor dem Triptychon stand und für zeremonielle Besuche des Kaisers vorgesehen war.
Am Himmel über dem Kaiserporträt sind schattenhaft Personen der Vergangenheit dargestellt. In der Mittelachse über Wilhelm schwebt seine Mutter Königin Luise und hält eine Krone über ihn; sie vertritt zugleich die – nun erfüllte – Hoffnung der Befreiungskriege. Flankiert wird sie von Kaisern des Heiligen Römischen Reichs, rechts Friedrich Barbarossa, durch Gewandfarbe und -bewegung hervorgehoben, der mit dem Finger auf Wilhelm deutet. Die Symmetrieachse setzt sich über dem Triptychon fort im großen kaiserlichen Wappen, das zwei Victorien mit Lorbeerkränzen tragen, umgeben von weiteren Kaisergestalten.
Hinter Kaiser Wilhelm reitet auf einem Braunen sein Sohn, der Thronfolger Friedrich, dessen Kopf, auf Schulterhöhe Wilhelms, ebenfalls die anderen überragt. Beidseitig neben ihnen wehen schwarz-weiß-rote Fahnen.
Im Mittelteil des Triptychons sind außerdem links Otto von Bismarck mit Hammer und Säulenbasis als Baumeister des neuen Reichs und Generalfeldmarschall Helmuth Karl Bernhard von Moltke abgebildet, rechts zwei junge Frauen als Personifikationen des 1871 annektierten Reichslands Elsaß-Lothringen mit Modellen der Dome von Straßburg und Metz in Händen sowie Prinz Friedrich Karl, Kaiserneffe und gefeierter Heerführer im Deutsch-Französischen Krieg.
Die Außenflügel des Bildes zeigen links die deutschen Fürsten, von denen Ludwig II. von Bayern als Monarch des nach Preußen größten Landes im Reich Wilhelm symbolisch die Krone reicht, rechts den Kaiserenkel Wilhelm als Knaben neben seiner Mutter Victoria und seiner Großmutter Augusta, die dem Kaiser mit Palmzweigen huldigen, dahinter weitere Fürsten und Militärs.

### Südwand
| Ost | West |
| --- | --- |
| Dornröschen wird geboren – Symbol für den langen „Schlaf“ und die Erweckung des deutschen Reichs; darunter Grisaille: Dornröschens Taufe; der Dornröschen-Zyklus setzt sich über den Fenstern der Ostwand fort. | Karl der Große zerstört die Irminsäule (772); darunter Grisaillen: Karl der Große empfängt eine maurische Gesandtschaft beim Paderborner Reichstag (777); Taufe Widukinds (785) |

### Südliche Westwand
| I                                                              | II | III                                                                           | IV | V                                                                                               | VI | VII                                                   |
| -------------------------------------------------------------- | --- | ----------------------------------------------------------------------------- | --- | ----------------------------------------------------------------------------------------------- | --- | ----------------------------------------------------- |
| Gründung der Villa regalis in Goslar durch Heinrich II. (1017) | Kaiserkrönung Heinrichs II. in Rom (1014); darunter Grisaillen: Krönung Heinrichs II. zum König von Italien in Pavia (1004); Wahl Konrads II. in Kamba (1024) | Benno leitet den Bau des Kaiserhauses in Goslar unter Heinrich III. (um 1050) | Rückkehr Heinrichs III. aus Italien (1047); darunter Grisaillen: Heinrich III. auf der Synode von Sutri (1046); Tod Heinrichs III. in der Jagdpfalz Bodfeld (1056) | Die Fürsten huldigen dem sechs Wochen alten Heinrich IV. in der Pfalz Pöhlde (Weihnachten 1050) | Heinrich IV. verkündet den Landfrieden in Mainz (1103); darunter Grisaillen: Heinrich IV. vor Gregor VII. in Canossa (1077); Heinrich IV. gefangen in Böckelheim (1105) | Heinrich V. wird in Goslar vom Blitz getroffen (1107) |

### Nördliche Westwand
| VIII                                                      | IX | X                                                                                              | XI | XII                                                                  | XIII | XIV                                                                                               |
| --------------------------------------------------------- | --- | ---------------------------------------------------------------------------------------------- | --- | -------------------------------------------------------------------- | --- | ------------------------------------------------------------------------------------------------- |
| Konrad III. spricht Heinrich dem Stolzen Bayern ab (1138) | Barbarossas Fußfall vor Heinrich dem Löwen in Chiavenna (1176); darunter Grisaillen: Barbarossa beim Hoftag von Besançon (1157); Heinrich der Löwe unterwirft sich Barbarossa in Erfurt (1181) | Vor dem Kreuzzug überträgt Barbarossa seinem Sohn Heinrich VI. die Regierung des Reichs (1189) | Barbarossas Sieg bei Ikonium (1190); darunter Grisaillen: Barbarossa trifft seinen Sohn Friedrich nach der Schlacht bei Ikonium (1190); Tod Barbarossas auf dem Kreuzzug (1190) | Heinrich der Lange übergibt Friedrich II. die Reichsinsignien (1219) | Hofhaltung Friedrichs II. in Palermo; darunter Grisaillen: Heinrich VI. verurteilt in Palermo die Anführer seiner Gegner (1185); Enthauptung Konradins in Neapel (1268) | Ein Greis erzählt der Jugend von den großen Zeiten der Kaiserpfalz (Ruine und Speicher seit 1289) |

### Nordwand
| West | Ost |
| --- | --- |
| Martin Luther auf dem Reichstag in Worms (1521); darunter Grisaillen: Abendmahl der Fürsten des Schmalkaldischen Bundes mit Luther und Melanchthon (1537); Karl V. auf der Flucht vor Moritz von Sachsen (Fürstenaufstand 1552) | Barbarossa erwacht und blickt zu Kaiser Wilhelm – die Raben verschwinden; darunter Grisaille: Am Sterbebett der Königin Luise (1810); über der Tür: Kaiser Wilhelm besucht die Pfalz Goslar (1875) |

Die Szene um Kaiser „Barbarossa“ spielt auf die Kyffhäuser-Legende an. Demnach war der mittelalterliche Kaiser nicht gestorben, sondern nur in einen tiefen Schlaf gefallen, um eines Tages sein Reich wiederherzustellen. Auf dem Bild ist jedoch nicht der Moment des Erwachens zu sehen, sondern ein Befreiungsakt. „Barbarossa“ konnte das Tor seines Schlosses bisher nicht verlassen, da Raben ihn daran hinderten. Der Politikwissenschaftler Herfried Münkler deutet die Vögel als „Symbole der Uneinigkeit Deutschlands“. Dem Kaiser kommt jedoch ein großer preußischer Adler zu Hilfe. Er verscheucht die Raben. Die Szene verdichtet damit die Geschichtsdeutung, auf die das Bildprogramm und die Ortssymbolik des Kaisersaals insgesamt abzielen: Das von Preußen dominierte deutsche Kaiserreich von 1871 sei eine Wiedererrichtung des 1806 aufgelösten alten Reichs.